# 外籍兵團
《外籍兵團》（法語：Le Grand Jeu）是由雅克·費代爾導演的1934年法國電影，是以法國外籍兵團爲背景的浪漫劇。該電影爲法國詩意現實主義電影的代表作。